# George Ramsay
George Burrell Ramsay (Glasgow, 1º marzo 1855 – Llandrindod Wells, 7 ottobre 1935) è stato un allenatore di calcio e calciatore scozzese, di ruolo attaccante.
Spesso considerato come il primo allenatore della storia del calcio, ha legato la sua carriera all'Aston Villa, di cui è stato capitano per sei anni e poi allenatore per quaranta, riuscendo a far vincere al club 25 trofei, tra i quali sei titoli di campione d'Inghilterra e altrettante FA Cup.

## Caratteristiche tecniche

### Giocatore
Pur essendo un attaccante, in particolare un'ala destra, imprendibile e formidabile, il suo compagno di squadra all'Aston Villa (e che successivamente allenò) Archie Hunter lo descrisse come un calciatore completo: poteva occupare qualsiasi posizione ed esprimere, sempre e comunque, una buona dimostrazione di sé. Una conferma della sua versatilità si ha sapendo che prima di arrivare ai villans, durante la sua militanza nel Rovers Football Club di Glasgow, giocava come portiere: Hunter racconta che Ramsay aveva, con una parata, salvato dalla sconfitta la squadra, ma, allo stesso tempo, si ruppe il naso.

### Allenatore
Ramsay rivoluzionò completamente il modo di giocare nel calcio inglese. Questo era ancora incentrato sul dribbling game, mentre in Scozia si era sviluppato il passing game. Le sue idee innovative, la sua arma più potente, una fitta ragnatela di passaggi, corti e veloci, e la sua "sagacia tattica" lasciarono un profondo segno nella storia del football. Bisogna anche sapere che il ruolo di allenatore svolto dal glasvegiano era parecchio diverso rispetto a quello odierno: egli era più un "direttore generale", incaricato di controllare tutti gli aspetti del club, tra cui i trasferimenti dei giocatori.

## Carriera
Formato nei club scozzesi Oxford Football Club e Glasgow Rovers, divenne capitano dell'Aston Villa e lo rimase per sei anni, dal 1876 al 1882, quando smise di giocare all'età di 27 anni per via di un grave infortunio. Ha successivamente guidato la squadra per ben quaranta anni, dal 1886 al 1926. Si è ritirato dal mondo del calcio, debilitato dall'artrite, cinquant'anni dopo il suo debutto con la maglia claret & blue.

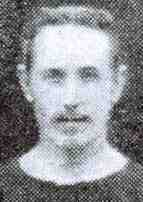
Ramsay durante il suo periodo da giocatore dell'Aston Villa

Ramsay fu il tecnico della squadra durante la sua golden age. Venne selezionato il 26 giugno 1886 tra oltre 150 candidati al ruolo, per uno stipendio di 100 sterline all'anno; questa scelta si rivelò più che azzeccata, poiché, sedendo sulla panchina del club in più di 1000 occasioni (conta 1184 match allenati nella prima divisione inglese), ha vinto sei campionati inglesi e sei FA Cup, la prima (1887) a distanza di 33 anni dall'ultima (1920). In seguito venne nominato vicepresidente e consigliere onorario dell'Aston Villa.

## Statistiche

### Allenatore
In grassetto le competizioni vinte.
| Stagione        | Squadra         | Campionato      | Campionato | Campionato | Campionato | Campionato | Coppe nazionali | Coppe nazionali | Coppe nazionali | Coppe nazionali | Coppe nazionali | Coppe continentali | Coppe continentali | Coppe continentali | Coppe continentali | Coppe continentali | Altre coppe | Altre coppe | Altre coppe | Altre coppe | Altre coppe | Totale | Totale | Totale | Totale | Vittorie % | Piazzamento |
| Stagione        | Squadra         | Comp            | G          | V          | N          | P          | Comp            | G               | V               | N               | P               | Comp               | G                  | V                  | N                  | P                  | Comp        | G           | V           | N           | P           | G      | V      | N      | P      | %          | Piazzamento |
| --------------- | --------------- | --------------- | ---------- | ---------- | ---------- | ---------- | --------------- | --------------- | --------------- | --------------- | --------------- | ------------------ | ------------------ | ------------------ | ------------------ | ------------------ | ----------- | ----------- | ----------- | ----------- | ----------- | ------ | ------ | ------ | ------ | ---------- | ----------- |
| 1884-1885       | Aston Villa     | -               | -          | -          | -          | -          | FACUP           | 4               | 2               | 1               | 1               | -                  | -                  | -                  | -                  | -                  | -           | -           | -           | -           | -           | 4      | 2      | 1      | 1      | 50,00      | -           |
| 1885-1886       | Aston Villa     | -               | -          | -          | -          | -          | FACUP           | 2               | 1               | 0               | 1               | -                  | -                  | -                  | -                  | -                  | -           | -           | -           | -           | -           | 2      | 1      | 0      | 1      | 50,00      | -           |
| 1886-1887       | Aston Villa     | -               | -          | -          | -          | -          | FACUP           | 10              | 7               | 3               | 0               | -                  | -                  | -                  | -                  | -                  | -           | -           | -           | -           | -           | 10     | 7      | 3      | 0      | 70,00      | -           |
| 1887-1888       | Aston Villa     | -               | -          | -          | -          | -          | FACUP           | 4               | 3               | 0               | 1               | -                  | -                  | -                  | -                  | -                  | -           | -           | -           | -           | -           | 4      | 3      | 0      | 1      | 75,00      | -           |
| 1888-1889       | Aston Villa     | FD              | 22         | 12         | 5          | 5          | FACUP           | 3               | 2               | 0               | 1               | -                  | -                  | -                  | -                  | -                  | -           | -           | -           | -           | -           | 25     | 14     | 5      | 6      | 56,00      | 2º          |
| 1889-1890       | Aston Villa     | FD              | 22         | 7          | 5          | 10         | FACUP           | 2               | 1               | 0               | 1               | -                  | -                  | -                  | -                  | -                  | -           | -           | -           | -           | -           | 24     | 8      | 5      | 11     | 33,33      | 8º          |
| 1890-1891       | Aston Villa     | FD              | 22         | 7          | 4          | 11         | FACUP           | 2               | 1               | 0               | 1               | -                  | -                  | -                  | -                  | -                  | -           | -           | -           | -           | -           | 24     | 8      | 4      | 12     | 33,33      | 9º          |
| 1891-1892       | Aston Villa     | FD              | 26         | 15         | 0          | 11         | FACUP           | 5               | 4               | 0               | 1               | -                  | -                  | -                  | -                  | -                  | -           | -           | -           | -           | -           | 31     | 19     | 0      | 12     | 61,29      | 4º          |
| 1892-1893       | Aston Villa     | FD              | 30         | 16         | 3          | 11         | FACUP           | 1               | 0               | 0               | 1               | -                  | -                  | -                  | -                  | -                  | -           | -           | -           | -           | -           | 31     | 16     | 3      | 12     | 51,61      | 4º          |
| 1893-1894       | Aston Villa     | FD              | 30         | 19         | 6          | 5          | FACUP           | 4               | 2               | 1               | 1               | -                  | -                  | -                  | -                  | -                  | -           | -           | -           | -           | -           | 39     | 19     | 9      | 11     | 48,72      | 1º          |
| 1894-1895       | Aston Villa     | FD              | 30         | 17         | 5          | 8          | FACUP           | 5               | 5               | 0               | 0               | -                  | -                  | -                  | -                  | -                  | -           | -           | -           | -           | -           | 35     | 22     | 5      | 8      | 62,86      | 3º          |
| 1895-1896       | Aston Villa     | FD              | 30         | 20         | 5          | 5          | FACUP           | 1               | 0               | 0               | 1               | -                  | -                  | -                  | -                  | -                  | -           | -           | -           | -           | -           | 31     | 20     | 5      | 6      | 64,52      | 1º          |
| 1896-1897       | Aston Villa     | FD              | 30         | 21         | 5          | 4          | FACUP           | 7               | 5               | 2               | 0               | -                  | -                  | -                  | -                  | -                  | -           | -           | -           | -           | -           | 37     | 26     | 7      | 4      | 70,27      | 1º          |
| 1897-1898       | Aston Villa     | FD              | 30         | 14         | 5          | 11         | FACUP           | 1               | 0               | 0               | 1               | -                  | -                  | -                  | -                  | -                  | -           | -           | -           | -           | -           | 31     | 14     | 5      | 12     | 45,16      | 6º          |
| 1898-1899       | Aston Villa     | FD              | 34         | 19         | 7          | 8          | FACUP           | 1               | 0               | 0               | 1               | -                  | -                  | -                  | -                  | -                  | -           | -           | -           | -           | -           | 35     | 19     | 7      | 9      | 54,29      | 1º          |
| 1899-1900       | Aston Villa     | FD              | 34         | 22         | 6          | 6          | FACUP           | 6               | 2               | 3               | 1               | -                  | -                  | -                  | -                  | -                  | -           | -           | -           | -           | -           | 40     | 24     | 9      | 7      | 60,00      | 1º          |
| 1900-1901       | Aston Villa     | FD              | 34         | 10         | 10         | 14         | FACUP           | 7               | 3               | 3               | 1               | -                  | -                  | -                  | -                  | -                  | -           | -           | -           | -           | -           | 41     | 13     | 13     | 15     | 31,71      | 15º         |
| 1901-1902       | Aston Villa     | FD              | 34         | 13         | 8          | 13         | FACUP           | 2               | 0               | 1               | 1               | -                  | -                  | -                  | -                  | -                  | -           | -           | -           | -           | -           | 36     | 13     | 9      | 14     | 36,11      | 8º          |
| 1902-1903       | Aston Villa     | FD              | 34         | 19         | 3          | 12         | FACUP           | 4               | 3               | 0               | 1               | -                  | -                  | -                  | -                  | -                  | -           | -           | -           | -           | -           | 40     | 22     | 3      | 13     | 55,00      | 2º          |
| 1903-1904       | Aston Villa     | FD              | 34         | 17         | 7          | 10         | FACUP           | 2               | 1               | 0               | 1               | -                  | -                  | -                  | -                  | -                  | -           | -           | -           | -           | -           | 36     | 18     | 7      | 11     | 50,00      | 5º          |
| 1904-1905       | Aston Villa     | FD              | 34         | 19         | 4          | 11         | FACUP           | 6               | 5               | 1               | 0               | -                  | -                  | -                  | -                  | -                  | -           | -           | -           | -           | -           | 40     | 24     | 5      | 11     | 60,00      | 4º          |
| 1905-1906       | Aston Villa     | FD              | 38         | 17         | 6          | 15         | FACUP           | 4               | 2               | 1               | 1               | -                  | -                  | -                  | -                  | -                  | -           | -           | -           | -           | -           | 42     | 19     | 7      | 16     | 45,24      | 8º          |
| 1906-1907       | Aston Villa     | FD              | 38         | 19         | 6          | 13         | FACUP           | 2               | 1               | 0               | 1               | -                  | -                  | -                  | -                  | -                  | -           | -           | -           | -           | -           | 40     | 20     | 6      | 14     | 50,00      | 5º          |
| 1907-1908       | Aston Villa     | FD              | 38         | 17         | 9          | 12         | FACUP           | 3               | 2               | 0               | 1               | -                  | -                  | -                  | -                  | -                  | -           | -           | -           | -           | -           | 41     | 19     | 9      | 13     | 46,34      | 2º          |
| 1908-1909       | Aston Villa     | FD              | 38         | 14         | 10         | 14         | FACUP           | 1               | 0               | 0               | 1               | -                  | -                  | -                  | -                  | -                  | -           | -           | -           | -           | -           | 39     | 14     | 10     | 15     | 35,90      | 7º          |
| 1909-1910       | Aston Villa     | FD              | 38         | 23         | 7          | 8          | FACUP           | 3               | 2               | 0               | 1               | -                  | -                  | -                  | -                  | -                  | -           | -           | -           | -           | -           | 41     | 25     | 7      | 9      | 60,98      | 1º          |
| 1910-1911       | Aston Villa     | FD              | 38         | 22         | 7          | 9          | FACUP           | 2               | 1               | 0               | 1               | -                  | -                  | -                  | -                  | -                  | CS          | 1           | 0           | 0           | 1           | 41     | 23     | 8      | 11     | 56,10      | 2º          |
| 1911-1912       | Aston Villa     | FD              | 38         | 17         | 7          | 14         | FACUP           | 3               | 1               | 1               | 1               | -                  | -                  | -                  | -                  | -                  | -           | -           | -           | -           | -           | 41     | 18     | 8      | 15     | 43,90      | 6º          |
| 1912-1913       | Aston Villa     | FD              | 38         | 19         | 12         | 7          | FACUP           | 6               | 6               | 0               | 0               | -                  | -                  | -                  | -                  | -                  | -           | -           | -           | -           | -           | 44     | 25     | 12     | 7      | 56,82      | 2º          |
| 1913-1914       | Aston Villa     | FD              | 38         | 19         | 6          | 13         | FACUP           | 5               | 4               | 0               | 1               | -                  | -                  | -                  | -                  | -                  | -           | -           | -           | -           | -           | 43     | 23     | 6      | 14     | 53,49      | 2º          |
| 1914-1915       | Aston Villa     | FD              | 38         | 13         | 11         | 14         | FACUP           | 2               | 1               | 0               | 1               | -                  | -                  | -                  | -                  | -                  | -           | -           | -           | -           | -           | 40     | 14     | 11     | 15     | 35,00      | 14º         |
| 1919-1920       | Aston Villa     | FD              | 42         | 18         | 6          | 18         | FACUP           | 6               | 6               | 0               | 0               | -                  | -                  | -                  | -                  | -                  | -           | -           | -           | -           | -           | 48     | 24     | 6      | 18     | 50,00      | 9º          |
| 1920-1921       | Aston Villa     | FD              | 42         | 18         | 7          | 17         | FACUP           | 5               | 3               | 1               | 1               | -                  | -                  | -                  | -                  | -                  | -           | -           | -           | -           | -           | 47     | 21     | 8      | 18     | 44,68      | 10º         |
| 1921-1922       | Aston Villa     | FD              | 42         | 22         | 3          | 17         | FACUP           | 6               | 3               | 2               | 1               | -                  | -                  | -                  | -                  | -                  | -           | -           | -           | -           | -           | 48     | 25     | 5      | 18     | 52,08      | 5º          |
| 1922-1923       | Aston Villa     | FD              | 42         | 18         | 10         | 14         | FACUP           | 1               | 0               | 0               | 1               | -                  | -                  | -                  | -                  | -                  | -           | -           | -           | -           | -           | 43     | 18     | 10     | 15     | 41,86      | 6º          |
| 1923-1924       | Aston Villa     | FD              | 42         | 18         | 13         | 11         | FACUP           | 6               | 5               | 0               | 1               | -                  | -                  | -                  | -                  | -                  | -           | -           | -           | -           | -           | 48     | 23     | 13     | 12     | 47,92      | 6º          |
| 1924-1925       | Aston Villa     | FD              | 42         | 13         | 13         | 16         | FACUP           | 4               | 2               | 1               | 1               | -                  | -                  | -                  | -                  | -                  | -           | -           | -           | -           | -           | 46     | 15     | 14     | 17     | 32,61      | 15º         |
| 1925-1926       | Aston Villa     | FD              | 42         | 16         | 12         | 14         | FACUP           | 4               | 2               | 1               | 1               | -                  | -                  | -                  | -                  | -                  | -           | -           | -           | -           | -           | 46     | 18     | 13     | 15     | 39,13      | 6º          |
| Totale carriera | Totale carriera | Totale carriera | 1184       | 589        | 233        | 362        |                 | 140             | 88              | 22              | 30              |                    | -                  | -                  | -                  | -                  |             | 1           | 0           | 0           | 1           | 1 325  | 677    | 255    | 393    | 51,09      |             |

## Palmarès

### Allenatore

#### Competizioni nazionali
- Campionato inglese: 6

Aston Villa: 1893-1894, 1895-1896, 1896-1897, 1898-1899, 1899-1900, 1909-1910
- Coppa d'Inghilterra: 6

Aston Villa: 1886-1887, 1894-1895, 1896-1897, 1904-1905, 1912–1913, 1919-1920

#### Competizioni regionali
- Birmingham Senior Cup: 13

Aston Villa: 1888, 1889, 1890, 1891, 1896, 1899, 1903, 1904, 1906, 1908, 1909, 1910, 1912